# Памфілія

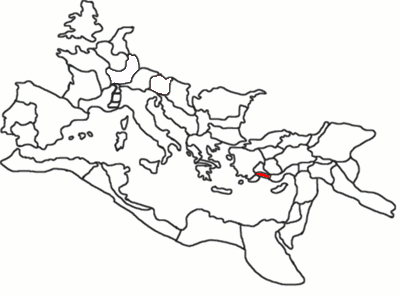
Римська провінція Памфілія у складі Римської імперії

Памфілія (грец. Παμφυλία, лат. Pamphylia) — в давнину прибережна область у південній частині Малої Азії, між Кілікією й Лікією. У глибоку давнину була заселена вихідцями з Греції, які змішалися з місцевим населенням. З VI століття до н. е. Памфілія входила до складу перського царства Ахеменідів, у 2-й половині IV століття до н. е. завойована Александром Македонським. У III—II століттях до н. е. входила до складу держав Птолемеїв, Селевкідів, Пергама, і разом з ними увійшла до складу Римської імперії після 133 року до н. е.
У 43 році Лікія і Памфілія були об'єднані в одну римську провінцію.
Великі міста регіону: Перге, Сіде, Аспендос, Сілліон, Фаселіс.